# Puri
För andra betydelser, se Puri (olika betydelser).
Puri är en stad i den indiska delstaten Odisha och är centralort i ett distrikt med samma namn. Folkmängden uppgick till 200 564 invånare vid folkräkningen 2011.
Staden ligger i en fruktbar trakt vid Mahanadis delta. Puri är en av hinduernas heligaste städer och har en kvadratformig, stor helgedom, som innesluter ett huvudtempel som är helgat åt en gud med namnet Jagannath. Staden har ytterligare hundratjugo andra tempel, för lika många indiska gudomligheter. I denna stad hålls årligen en stor fest, rathjatra ("vagnsfesten"), som årligen besöks av hundratusentals människor. Puri blev brittisk besittning 1803, och hade dittills styrts av maratherna.